# Aspidoras pauciradiatus
Aspidoras pauciradiatus är en fiskart som först beskrevs av Weitzman och Nijssen, 1970.  Aspidoras pauciradiatus ingår i släktet Aspidoras och familjen Callichthyidae. Inga underarter finns listade.

## Bildgalleri

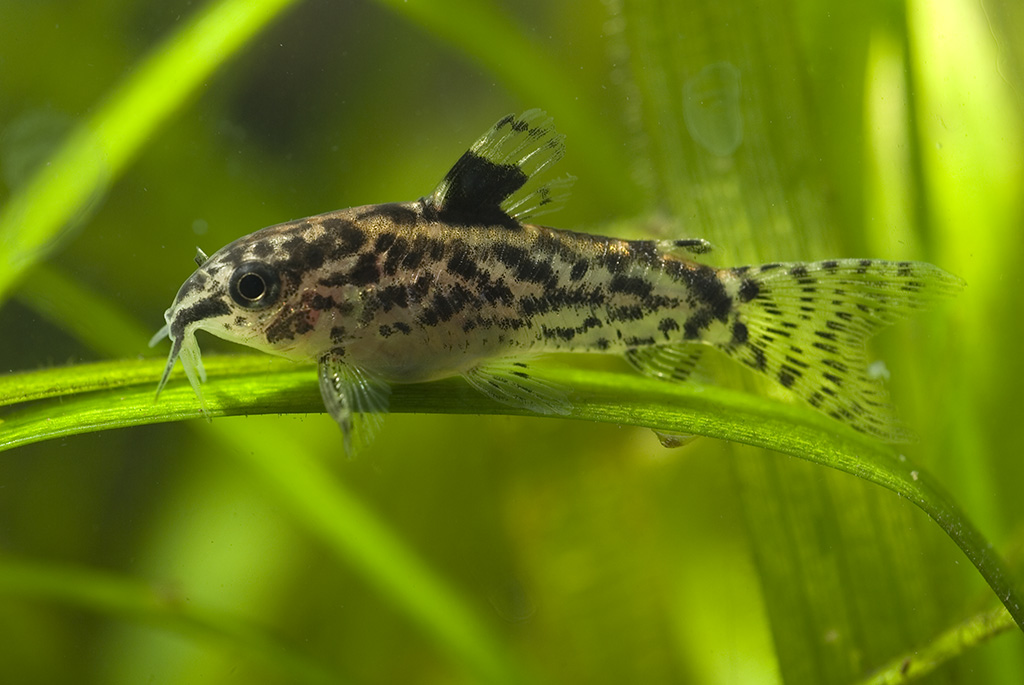
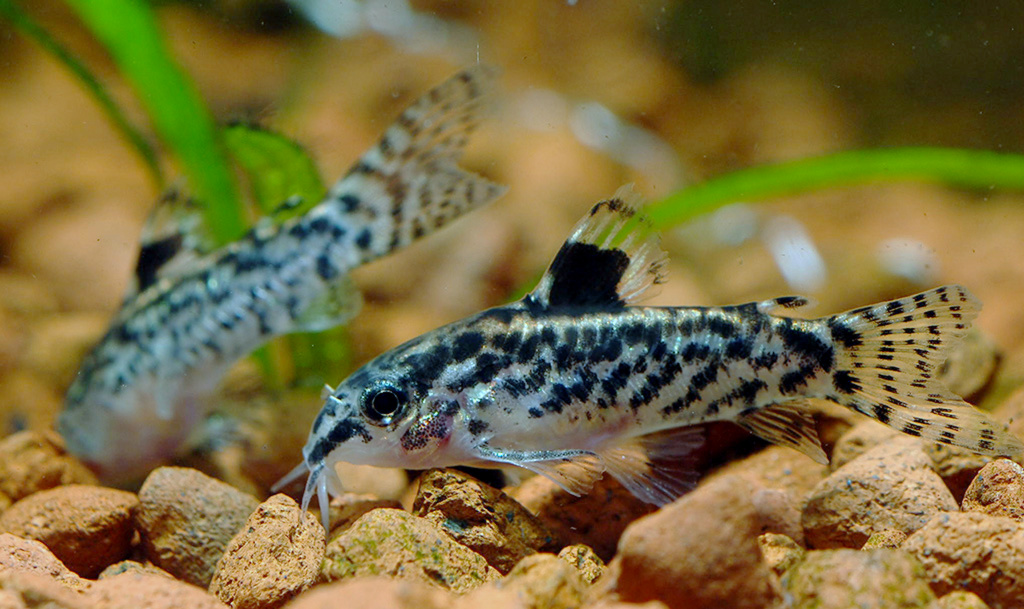